# جون جي. كليري
جون جي. كليري هو سياسي نيوزيلندي، ولد في 19 أكتوبر 1950، وتوفي في 16 يناير 2014.